# Brainlag Games
Die Brainlag Games GmbH ist eine deutsche Software-Entwicklerfirma für Computerspiele mit Sitz in Essen, die 2024 von ehemaligen Mitarbeitern von Piranha Bytes gegründet wurde. Das erste Spiel des Studios, das Action-Adventure Rootbound, befindet sich aktuell in Entwicklung.

## Geschichte
Nachdem Ende 2023 ein Großteil der Belegschaft von Piranha Bytes gekündigt wurde, beschlossen die Mitarbeiter Maki Dieffenbach, André Hotz, Markus Kloß und Amadeus Weidmann, Brainlag Games zu gründen, um weiterhin gemeinsam Spiele entwickeln zu können. Laut Weidmann war ein wichtiger Faktor für die Gründung des Studios (und keinem bestehenden Entwickler beizutreten), ein möglichst kleines Team zu führen. Auf diese Weise sollten Entwicklungsprozesse flexibel, effizient und ohne bürokratische Hürden gestaltet werden können. Die vier Gründer haben zusammen rund 50 Jahre Erfahrung in der Spieleentwicklung und wirkten an den Computerspielen der Gothic-, Risen- und ELEX-Reihe mit.

## Projekte

### Rootbound
Im März 2025 kündigte Brainlag Games auf seinem YouTube-Kanal in einem Announcement-Teaser erstmals das Indie-Spiel Rootbound an. Spieler übernehmen darin die Rolle eines mystischen Pflanzlings, dessen Aufgabe es ist, sein Heimatdorf vor dem sogenannten Ruf der Leere zu retten – einer Bedrohung, die seit Jahrzehnten in der Fantasywelt Akara Einzug hält. Unterstützt wird die Spielfigur von einem lebendigen, eigenwilligen Rucksack, der nicht nur als Aufbewahrungsort dient, sondern ein eigenständiger Charakter ist. So bietet er Platz für Gegenstände, entwickelt aber im Verlauf des Spiels einen eigenen Willen: Er frisst Objekte aus der Umgebung, spuckt Dinge, die er nicht mag, wieder aus oder flüchtet sogar bei Gefahr.

„Er verhält sich wie ein treuer, aber eigenwilliger Hund ohne Stimme“

Die Handlung spielt auf den Trümmern einer untergegangenen Zivilisation. Über Generationen hinweg hat der Ruf der Leere die Welt Akara befallen – eine mysteriöse Krankheit, die Lebewesen ihren Verstand raubt und sie langsam in pflanzliche Wesen verwandelt. Ein sicheres Leben ist nur noch im Schutz des Weltenbaums möglich. Als dieser jedoch zu sterben beginnt, wird der Pflanzling zum Mittelpunkt der Erde entsandt, um die Saat eines neuen Weltenbaums zu pflanzen und so den Ruf der Leere endgültig aufzuhalten.
Im Spielverlauf nehmen Rätsel- und Erkundungselemente eine zentrale Rolle ein. Spieler sollen eigenständige, kreative Wege finden, um Hindernisse zu überwinden – eine einzelne vorgesehene Lösung existiert laut den Entwicklern nicht. Zusätzlich ist die Welt von einem dynamischen Tag-Nacht-Zyklus geprägt: Nachts wird Akara gefährlicher, und nur das Licht magischer Fackeln schützt vor dem Blick der sogenannten Wurmgötter. Diese Wesen treten umso stärker in Erscheinung, je weiter der Spieler in der Geschichte voranschreitet, was den Schwierigkeitsgrad der Nächte kontinuierlich erhöht.
Das Spiel legt nach Angaben des Studios besonderen Wert auf eine atmosphärische Inszenierung sowie auf eine enge Verzahnung von Gameplay und Erzählung. Viele Aspekte der Spielwelt – etwa die Herkunft des Pflanzlings, die Natur der Wurmgötter oder die Ursache des Rufs der Leere – sollen erst durch umfassende Erkundung erfahrbar sein. Wer ausschließlich der Hauptgeschichte folgt, wird nach Angaben der Entwickler wichtige Hintergründe verpassen.
Rootbound soll 2026 für PC und Konsole erscheinen.